# Туніка (Міссісіпі)
Туніка (англ. Tunica) — місто (англ. town) в США, в окрузі Туніка штату Міссісіпі. Населення — 1026 осіб (2020).

## Географія
Туніка розташована за координатами 34°41′17″ пн. ш. 90°22′51″ зх. д. / 34.68806° пн. ш. 90.38083° зх. д. (34.688137, -90.380937).  За даними Бюро перепису населення США в 2010 році місто мало площу 1,72 км², уся площа — суходіл.

## Демографія
Згідно з переписом 2010 року, у місті мешкало 1030 осіб у 501 домогосподарстві у складі 262 родин. Густота населення становила 599 осіб/км².  Було 540 помешкань (314/км²).
Расовий склад населення:
| - 68,3 % — білих - 29,1 % — чорних або афроамериканців - 0,8 % — азіатів - 0,4 % — корінних американців |

До двох чи більше рас належало 0,8 %. Частка іспаномовних становила 1,5 % від усіх жителів.
За віковим діапазоном населення розподілялося таким чином: 16,3 % — особи молодші 18 років, 62,4 % — особи у віці 18—64 років, 21,3 % — особи у віці 65 років та старші. Медіана віку мешканця становила 50,0 року. На 100 осіб жіночої статі у місті припадало 86,3 чоловіків;  на 100 жінок у віці від 18 років та старших — 90,3 чоловіків також старших 18 років.
Середній дохід на одне домашнє господарство  становив 55 112 долари США (медіана — 43 967), а середній дохід на одну сім'ю — 72 275 доларів (медіана — 56 477). За межею бідності перебувало 16,6 % осіб, у тому числі 13,9 % дітей у віці до 18 років та 10,1 % осіб у віці 65 років та старших.
Цивільне працевлаштоване населення становило 565 осіб. Основні галузі зайнятості: освіта, охорона здоров'я та соціальна допомога — 23,5 %, мистецтво, розваги та відпочинок — 21,1 %, транспорт — 11,9 %, науковці, спеціалісти, менеджери — 7,3 %.

## Відомі особистості
В поселенні народився:
- Доктор Росс (1925—1993) — американський блюзовий співак, гітарист.